# Devakathikoppa, Shimoga
Devakathikoppa là một làng thuộc tehsil Shimoga, huyện Shimoga, bang Karnataka, Ấn Độ.